# Kösedik, Ondokuzmayıs
Kösedik là một xã thuộc huyện Ondokuzmayıs, tỉnh Samsun, Thổ Nhĩ Kỳ. Dân số thời điểm năm 2010 là 499 người.